# Brunstatt-Didenheim
Brunstatt-Didenheim es una comuna francesa situada en la circunscripción departamental de Alto Rin y, desde el 1 de enero de 2021, en el territorio de la Colectividad Europea de Alsacia, en la región de Gran Este.

## Historia
La comuna nueva fue creada el 1 de enero de 2016, en aplicación de una resolución del prefecto de Alto Rin de 11 de diciembre de 2015 con la unión de las comunas de Brunstatt y Didenheim, pasando a estar el ayuntamiento en la antigua comuna de Brunstatt.

## Demografía
| Gráfica de evolución demográfica de Brunstatt-Didenheim entre 1800 y 2020 |
|                                                                           |

Los datos entre 1800 y 2013 son el resultado de sumar los parciales de las dos comunas que forman la nueva comuna de Brunstatt-Didenheim, cuyos datos se han cogido de 1800 a 1999 (o a 2006 según corresponda), para las comunas de Brunstatt y Didenheim de la página francesa EHESS/Cassini. Los demás datos se han cogido de la página del INSEE.

## Composición
| Comuna delegada | Código INSEE | Población (2013) | Superficie (km²) | Densidad (hab./km²) |
| --------------- | ------------ | ---------------- | ---------------- | ------------------- |
| Brunstatt       | 68056        | 6209             | 9.66             | 643                 |
| Didenheim       | 68070        | 1723             | 4.44             | 388                 |